# Liste von Terroranschlägen in Angola
Die Liste von Terroranschlägen in Angola beinhaltet eine Übersicht über in Angola geschehene Terroranschläge.
Zur großen Übersicht siehe Liste von Terroranschlägen.

## Erläuterung
In der Spalte Politische Ausrichtung ist die politische bzw. weltanschauliche Einordnung der Täter angegeben: faschistisch, rassistisch, nationalistisch, nationalsozialistisch, sozialistisch, kommunistisch, antiimperialistisch, islamistisch (schiitisch, sunnitisch, deobandisch, salafistisch, wahhabitisch), hinduistisch. Bei vorrangig auf staatliche Unabhängigkeit oder Autonomie zielender Ausrichtung ist autonomistisch vorangestellt, gefolgt von der Region oder der Volksgruppe und ggf. weiteren Merkmalen der Täter: armenisch, irisch (katholisch), kurdisch, tirolisch, tschetschenisch, dagestanisch, punjabisch (sikhistisch), palästinensisch.
Die Opferzahlen der Anschläge werden farbig dargestellt:

Die Zahl bei den Anschlägen getöteter/verletzter Täter ist in Klammern ( ) gesetzt.

## 1978
| Datum/Beginn  | Ort    | Provinz | Artikel/Quelle(n) | Täter | Politische Ausrichtung                                                        | Mittel      | Ziel  | Tote | Verletzte | Hintergrund           |
| ------------- | ------ | ------- | ----------------- | ----- | ----------------------------------------------------------------------------- | ----------- | ----- | ---- | --------- | --------------------- |
| November 1978 | Huambo | Huambo  | [ 1 ]             | UNITA | konservativ, angolanisch-nationalistisch, christlich-demokratisch, maoistisch | Sprengstoff | Markt | 0    | 24        | Bürgerkrieg in Angola |

## 1983
| Datum/Beginn     | Ort      | Provinz    | Artikel/Quelle(n) | Täter | Politische Ausrichtung                                                        | Mittel                                   | Ziel                      | Tote | Verletzte | Hintergrund           |
| ---------------- | -------- | ---------- | ----------------- | ----- | ----------------------------------------------------------------------------- | ---------------------------------------- | ------------------------- | ---- | --------- | --------------------- |
| 13. Februar 1983 |          | Cuanza Sul | [ 2 ]             | UNITA | konservativ, angolanisch-nationalistisch, christlich-demokratisch, maoistisch | Automatische Schusswaffe(n)              | Kubanische Militäreinheit | 50   | 0         | Bürgerkrieg in Angola |
| 13. Februar 1983 |          | Benguela   | [ 3 ]             | UNITA | konservativ, angolanisch-nationalistisch, christlich-demokratisch, maoistisch | Automatische Schusswaffe(n)              | Kubanischer Militärkonvoi | 57   | 0         | Bürgerkrieg in Angola |
| 05. Juni 1983    |          | Huambo     | [ 4 ]             | UNITA | konservativ, angolanisch-nationalistisch, christlich-demokratisch, maoistisch | Automatische Schusswaffe(n), Sprengstoff | Kraftwerk                 | 37   | 0         | Bürgerkrieg in Angola |
| 23. Juli 1983    |          | Malanje    | [ 5 ]             | UNITA | konservativ, angolanisch-nationalistisch, christlich-demokratisch, maoistisch | Automatische Schusswaffe(n)              | Stadt                     | 58   | 0         | Bürgerkrieg in Angola |
| 26. Juli 1983    | Benguela | Benguela   | [ 6 ]             | UNITA | konservativ, angolanisch-nationalistisch, christlich-demokratisch, maoistisch | Landmine(n)                              | Passagierzüge             | 77   | 319       | Bürgerkrieg in Angola |

## 1984
| Datum/Beginn      | Ort    | Provinz | Artikel/Quelle(n) | Täter | Politische Ausrichtung                                                        | Mittel      | Ziel                                                  | Tote  | Verletzte | Hintergrund           |
| ----------------- | ------ | ------- | ----------------- | ----- | ----------------------------------------------------------------------------- | ----------- | ----------------------------------------------------- | ----- | --------- | --------------------- |
| 19. April 1984    | Huambo | Huambo  | [ 7 ]             | UNITA | nationalistisch, christlich-demokratisch, konservativ                         | Sprengstoff | Kasernen, sowjetische und kubanische Militäroffiziere | 30    | 70        | Bürgerkrieg in Angola |
| 15. Juli 1984     |        | Cabinda |                   | UNITA | nationalistisch, christlich-demokratisch, konservativ                         | Sprengsatz  |                                                       | 10–22 | 55        | Bürgerkrieg in Angola |
| 29. Dezember 1984 |        | Uíge    | [ 8 ]             | UNITA | konservativ, angolanisch-nationalistisch, christlich-demokratisch, maoistisch |             | Dorf                                                  | 130   | 0         | Bürgerkrieg in Angola |

## 1986
| Datum/Beginn     | Ort    | Provinz     | Artikel/Quelle(n) | Täter    | Politische Ausrichtung                                                        | Mittel | Ziel      | Tote     | Verletzte | Hintergrund           |
| ---------------- | ------ | ----------- | ----------------- | -------- | ----------------------------------------------------------------------------- | ------ | --------- | -------- | --------- | --------------------- |
| 01. März 1986    |        | Lunda Norte | [ 9 ]             | UNITA    | konservativ, angolanisch-nationalistisch, christlich-demokratisch, maoistisch |        | Dorf      | 60 (+15) | 0         | Bürgerkrieg in Angola |
| 30. Oktober 1986 | Luanda | Luanda      | [ 10 ]            | Rebellen |                                                                               |        | Flughafen | 36       | 0         | Bürgerkrieg in Angola |

## 1988
| Datum/Beginn   | Ort    | Provinz | Artikel/Quelle(n) | Täter | Politische Ausrichtung                                                        | Mittel                      | Ziel           | Tote | Verletzte | Hintergrund           |
| -------------- | ------ | ------- | ----------------- | ----- | ----------------------------------------------------------------------------- | --------------------------- | -------------- | ---- | --------- | --------------------- |
| 08. April 1988 | Luanda | Luanda  | [ 11 ]            |       |                                                                               | Granate                     | Markt          | 1    | 52        | Bürgerkrieg in Angola |
| 27. Juni 1988  |        | Bié     | [ 12 ]            | UNITA | konservativ, angolanisch-nationalistisch, christlich-demokratisch, maoistisch | Automatische Schusswaffe(n) | Militäreinheit | 9    | 49        | Bürgerkrieg in Angola |

## 1989
| Datum/Beginn     | Ort | Provinz | Artikel/Quelle(n) | Täter | Politische Ausrichtung                                                        | Mittel      | Ziel   | Tote | Verletzte | Hintergrund           |
| ---------------- | --- | ------- | ----------------- | ----- | ----------------------------------------------------------------------------- | ----------- | ------ | ---- | --------- | --------------------- |
| 02. Februar 1989 |     | Bié     | [ 13 ]            | UNITA | konservativ, angolanisch-nationalistisch, christlich-demokratisch, maoistisch | Sprengstoff | Brücke | 23   | 0         | Bürgerkrieg in Angola |

## 1990
| Datum/Beginn       | Ort | Provinz | Artikel/Quelle(n) | Täter | Politische Ausrichtung                                                        | Mittel                      | Ziel          | Tote | Verletzte | Hintergrund           |
| ------------------ | --- | ------- | ----------------- | ----- | ----------------------------------------------------------------------------- | --------------------------- | ------------- | ---- | --------- | --------------------- |
| 17. August 1990    |     | Cabinda | [ 14 ]            | UNITA | konservativ, angolanisch-nationalistisch, christlich-demokratisch, maoistisch | Automatische Schusswaffe(n) | Militärkonvoi | 23   | 0         | Bürgerkrieg in Angola |
| 20. August 1990    |     | Bié     | [ 15 ]            | UNITA | konservativ, angolanisch-nationalistisch, christlich-demokratisch, maoistisch | Automatische Schusswaffe(n) | Dorf          | 42   | 0         | Bürgerkrieg in Angola |
| 03. September 1990 |     | Uíge    | [ 16 ]            | UNITA | konservativ, angolanisch-nationalistisch, christlich-demokratisch, maoistisch | Automatische Schusswaffe(n) | Dorf          | 35   | 150       | Bürgerkrieg in Angola |

## 1991
| Datum/Beginn      | Ort   | Provinz  | Artikel/Quelle(n) | Täter | Politische Ausrichtung                                                        | Mittel                      | Ziel           | Tote | Verletzte | Hintergrund           |
| ----------------- | ----- | -------- | ----------------- | ----- | ----------------------------------------------------------------------------- | --------------------------- | -------------- | ---- | --------- | --------------------- |
| 03. April 1991    | Luena | Moxico   | [ 17 ]            | UNITA | konservativ, angolanisch-nationalistisch, christlich-demokratisch, maoistisch | Automatische Schusswaffe(n) | Stadt          | 54   | 45        | Bürgerkrieg in Angola |
| 07. Dezember 1991 |       | Benguela | [ 18 ]            | UNITA | konservativ, angolanisch-nationalistisch, christlich-demokratisch, maoistisch | Automatische Schusswaffe(n) | Polizeieinheit | 4    | 25        | Bürgerkrieg in Angola |

## 1992
| Datum/Beginn       | Ort | Provinz | Artikel/Quelle(n) | Täter | Politische Ausrichtung                                                        | Mittel                      | Ziel              | Tote | Verletzte | Hintergrund           |
| ------------------ | --- | ------- | ----------------- | ----- | ----------------------------------------------------------------------------- | --------------------------- | ----------------- | ---- | --------- | --------------------- |
| 30. August 1992    |     | Bié     | [ 19 ]            | UNITA | konservativ, angolanisch-nationalistisch, christlich-demokratisch, maoistisch | Automatische Schusswaffe(n) | Gouverneurspalast | 30   | 0         | Bürgerkrieg in Angola |
| 19. September 1992 |     | Moxico  | [ 20 ]            | UNITA | konservativ, angolanisch-nationalistisch, christlich-demokratisch, maoistisch | Automatische Schusswaffe(n) | Polizisten        | 8    | 26        | Bürgerkrieg in Angola |

## 1994
| Datum/Beginn       | Betroffenes Land | Anschlag   | Täter  | Politische Ausrichtung | Mittel                                                                        | Ziel                      | Tote           | Verletzte | Hintergrund |                       |
| ------------------ | ---------------- | ---------- | ------ | ---------------------- | ----------------------------------------------------------------------------- | ------------------------- | -------------- | --------- | ----------- | --------------------- |
| 06. Februar 1994   | Kuito            | Bié        | [ 21 ] | UNITA                  | konservativ, angolanisch-nationalistisch, christlich-demokratisch, maoistisch | Mörser                    | Stadt          | 48        | 62          | Bürgerkrieg in Angola |
| 14. April 1994     |                  | Bié        | [ 22 ] | MPLA                   | sozialdemokratisch                                                            | Automatische Schusswaffen | Dorf           | 25        | 0           | Bürgerkrieg in Angola |
| 12. September 1994 |                  | Cuanza Sul | [ 23 ] | UNITA                  | konservativ, angolisch-nationalistisch, christlich-demokratisch, maoistisch   |                           | Fahrzeugkonvoi | 20        | 0           | Bürgerkrieg in Angola |

## 1995
| Datum/Beginn      | Ort | Provinz    | Artikel/Quelle(n) | Täter | Politische Ausrichtung | Mittel   | Ziel | Tote | Verletzte | Hintergrund           |
| ----------------- | --- | ---------- | ----------------- | ----- | ---------------------- | -------- | ---- | ---- | --------- | --------------------- |
| 06. November 1995 |     | Cuanza Sul | [ 24 ]            |       |                        | Landmine | Bus  | 5    | 20        | Bürgerkrieg in Angola |

## 1998
| Datum/Beginn       | Ort | Provinz     | Artikel/Quelle(n) | Täter            | Politische Ausrichtung                                                        | Mittel                              | Ziel          | Tote | Verletzte | Hintergrund           |
| ------------------ | --- | ----------- | ----------------- | ---------------- | ----------------------------------------------------------------------------- | ----------------------------------- | ------------- | ---- | --------- | --------------------- |
| 21. Juli 1998      |     | Lunda Norte | [ 25 ]            | UNITA            | konservativ, angolanisch-nationalistisch, christlich-demokratisch, maoistisch | Automatische Schusswaffen, Granaten | Dorf          | 105  |           | Bürgerkrieg in Angola |
| 13. September 1998 |     | Lunda Sul   | [ 26 ]            | UNITA            | konservativ, angolanisch-nationalistisch, christlich-demokratisch, maoistisch | Schusswaffen                        | Zivilisten    | 30+  |           | Bürgerkrieg in Angola |
| 07. November 1998  |     | Lunda Norte | [ 27 ]            | vermutlich UNITA | konservativ, angolanisch-nationalistisch, christlich-demokratisch, maoistisch | Schusswaffen                        | Diamantenmine | 24   | 7         | Bürgerkrieg in Angola |

## 1999
| Datum/Beginn     | Ort     | Provinz  | Artikel/Quelle(n) | Täter | Politische Ausrichtung                                                        | Mittel                    | Ziel                 | Tote     | Verletzte | Hintergrund           |
| ---------------- | ------- | -------- | ----------------- | ----- | ----------------------------------------------------------------------------- | ------------------------- | -------------------- | -------- | --------- | --------------------- |
| 01. April 1999   | Malanje | Malanje  | [ 28 ]            | UNITA | konservativ, angolanisch-nationalistisch, christlich-demokratisch, maoistisch | Artillerie, Schusswaffen  | Soldaten, Zivilisten | 27 (+20) | 83        | Bürgerkrieg in Angola |
| 20. Juni 1999    | Huambo  | Huambo   | [ 29 ]            | UNITA | konservativ, angolanisch-nationalistisch, christlich-demokratisch, maoistisch | Artillerie                | Stadt                | 3        | 100       | Bürgerkrieg in Angola |
| 02. Juli 1999    |         | Benguela | [ 30 ]            | UNITA | konservativ, angolanisch-nationalistisch, christlich-demokratisch, maoistisch | Brandstiftung             | Hilfskonvoi          | 15       | 25        | Bürgerkrieg in Angola |
| 23. Juli 1999    |         | Uíge     | [ 31 ]            | UNITA | konservativ, angolanisch-nationalistisch, christlich-demokratisch, maoistisch | Schusswaffen              | Konvoi               | 60       |           | Bürgerkrieg in Angola |
| 04. Oktober 1999 |         | Uíge     | [ 32 ]            | UNITA | konservativ, angolanisch-nationalistisch, christlich-demokratisch, maoistisch | Brandstiftung, Entführung | Zivilisten           | 36       |           | Bürgerkrieg in Angola |

## 2000
| Datum/Beginn       | Ort         | Provinz        | Artikel/Quelle(n) | Täter | Politische Ausrichtung                                                        | Mittel       | Ziel              | Tote    | Verletzte | Hintergrund           |
| ------------------ | ----------- | -------------- | ----------------- | ----- | ----------------------------------------------------------------------------- | ------------ | ----------------- | ------- | --------- | --------------------- |
| 15. Januar 2000    | Cachiungo   | Huambo         | [ 33 ]            | UNITA | konservativ, angolanisch-nationalistisch, christlich-demokratisch, maoistisch | Stichwaffen  | Dorf              | 36      |           | Bürgerkrieg in Angola |
| 20. Februar 2000   |             | Cuando Cubango | [ 34 ]            | UNITA | konservativ, angolanisch-nationalistisch, christlich-demokratisch, maoistisch | Schusswaffen | Militärpatrouille | 28 (+3) |           | Bürgerkrieg in Angola |
| 20. September 2000 | nahe Huambo | Huambo         | [ 35 ]            | UNITA | konservativ, angolanisch-nationalistisch, christlich-demokratisch, maoistisch |              | Konvoi            | 24      |           | Bürgerkrieg in Angola |
| 14. November 2000  |             | Bié            | [ 36 ]            | UNITA | konservativ, angolanisch-nationalistisch, christlich-demokratisch, maoistisch | Entführung   | Zivilisten        | 19      | 30        | Bürgerkrieg in Angola |

## 2001
| Datum/Beginn       | Ort    | Provinz      | Artikel/Quelle(n) | Täter            | Politische Ausrichtung                                                        | Mittel                              | Ziel                        | Tote     | Verletzte | Hintergrund           |
| ------------------ | ------ | ------------ | ----------------- | ---------------- | ----------------------------------------------------------------------------- | ----------------------------------- | --------------------------- | -------- | --------- | --------------------- |
| 01. Februar 2001   |        | Uíge         | [ 37 ]            | vermutlich UNITA | angolanisch-nationalistisch, maoistisch                                       |                                     |                             | 5        | 38        | Bürgerkrieg in Angola |
| 15. Februar 2001   |        | Malanje      | [ 38 ]            |                  |                                                                               | Schusswaffen                        | Bauern                      | 20       | 10        | Bürgerkrieg in Angola |
| 09. April 2001     |        | Cuanza Norte | [ 39 ]            | UNITA            | konservativ, angolanisch-nationalistisch, christlich-demokratisch, maoistisch |                                     | Soldaten                    | 129      |           | Bürgerkrieg in Angola |
| 05. Mai 2001       | Caxito | Bengo        | [ 40 ]            | UNITA            | konservativ, angolanisch-nationalistisch, christlich-demokratisch, maoistisch | Schusswaffen                        | Zivilisten, Infrastruktur   | 76 (+19) | 20        | Bürgerkrieg in Angola |
| 18. Juli 2001      |        | Lunda Norte  | [ 41 ]            | UNITA            | konservativ, angolanisch-nationalistisch, christlich-demokratisch, maoistisch | Schusswaffen, Entführung            | Zivilisten                  | 70       | 15        | Bürgerkrieg in Angola |
| 11. August 2001    |        |              | [ 42 ]            | UNITA            | konservativ, angolanisch-nationalistisch, christlich-demokratisch, maoistisch | Landmine, Automatische Schusswaffen | Flüchtlinge in Passagierzug | 259      | 160+      | Bürgerkrieg in Angola |
| 12. August 2001    |        | Huíla        | [ 43 ]            | UNITA            | konservativ, angolanisch-nationalistisch, christlich-demokratisch, maoistisch |                                     | Zivilisten                  | 0        | 27        | Bürgerkrieg in Angola |
| 14. August 2001    |        | Huíla        | [ 44 ] [ 45 ]     | UNITA            | konservativ, angolanisch-nationalistisch, christlich-demokratisch, maoistisch | Schusswaffen                        | Dörfer                      | 10       | 20        | Bürgerkrieg in Angola |
| 24. August 2001    |        | Malanje      | [ 46 ]            |                  |                                                                               | Schusswaffen, Brandstiftung         | Bus, Zivilisten             | 50+      | 12        | Bürgerkrieg in Angola |
| 01. September 2001 |        | Cuanza Sul   | [ 47 ]            | vermutlich UNITA | konservativ, angolanisch-nationalistisch, christlich-demokratisch, maoistisch | Schusswaffen, Brandstiftung         | Fahrzeuge, Zivilisten       | 32       | 52        | Bürgerkrieg in Angola |
| 05. September 2001 |        | Huambo       | [ 48 ]            | vermutlich UNITA | konservativ, angolanisch-nationalistisch, christlich-demokratisch, maoistisch | Brandstiftung                       | Zivilisten                  | 24       | 6         | Bürgerkrieg in Angola |
| 15. Dezember 2001  |        | Uíge         | [ 49 ]            | vermutlich UNITA | konservativ, angolisch-nationalistisch, christlich-demokratisch, maoistisch   | Artillerie                          | Helikopter                  | 24       | 0         | Bürgerkrieg in Angola |

## 2017
| Datum/Beginn    | Ort    | Provinz | Artikel/Quelle(n) | Täter | Politische Ausrichtung                                                        | Mittel  | Ziel          | Tote | Verletzte | Hintergrund |
| --------------- | ------ | ------- | ----------------- | ----- | ----------------------------------------------------------------------------- | ------- | ------------- | ---- | --------- | ----------- |
| 25. August 2017 | Luanda | Luanda  | [ 50 ]            | UNITA | konservativ, angolanisch-nationalistisch, christlich-demokratisch, maoistisch | Giftgas | Veranstaltung | 0    | 405+      |             |